# Sierra La Culata
La sierra La Culata es el nombre que recibe una de las dos sierras en que se divide la cordillera andina en su paso por la parte central de la zona andina de Venezuela entre los estados Mérida y Trujillo. La misma se encuentra protegida por el parque nacional Sierra de La Culata quien la abarca casi en su totalidad. La sierra alberga algunos de los más altos picos del país.